# Pelargonium exstipulatum
Pelargonium exstipulatum és una espècie herbàcia perenne de la família de les geraniàcies. P. exstipulatum és una espècie nativa de Sud-àfrica on hi té un ampli rang de distribució. El gènere Pelargonium pertany a una gran família d' 5 gèneres i 219 espècies en el món tropical i subtropical. Moltes de les espècies de la família de les geraniàcies són molt atractives i aquest Pelargonium no és una excepció. Ofereixen caràcter a qualsevol jardí inclús sense estar en flor, el seu color verd gris de les fulles contrasta amb les típiques tonalitats verdes de moltes plantes. Pelargonium exstipulatum deriva el seu nom per la semblança de la forma de la fruita al pic d'una cigonya (pelargos en grec). El nom específic es deriva de la paraula llatina ex, és a dir, sense, i stipula, el que significa estípula. Es refereix a les estípules poc visibles (apèndixs en forma de fulla a la base d'un full) que es troben en les plantes.

## Morfologia
Pelargonium exstipulatum és una planta arbustiva suau semillenyosa que pot créixer fins a 1 m d'alçada i 0,5 m d'ample. Les tiges són herbàcies quan són joves i es lignifiquen a mesura que la planta madura. Les fulles són d'un atractiu color gris-verd, lobulats, vellutats i força perfumats quan s'aixafen. Tenen una sensació enganxosa al tacte. Els pecíols (tiges de les fulles) sovint es queden enrere en les tiges. Té un llarg període de floració a partir de juny fins a desembre, durant l'hivern i l'estiu a l'hemisferi sud. Hi ha un pic definit a la primavera. Les flors neixen en un peduncle que normalment porta d'1-5 flors de color rosa clar i de color porpra. Els dos primers pètals estan agrupats i tenen una ploma vermell fosc per a les marques porpres. Els tres últims pètals estan separats i en forma de cullera. Els 7 estams són de diferents longituds i produeixen pol·len taronja. El fruit és d'uns 7 mm de llarg i té una cua que promou la dispersió pel vent. En aquest gènere, la llavor és una càpsula llarga i prima dehiscent, és a dir que s'obre pels costats quan s'asseca, i allibera les llavors. Cada llavor té una ploma llarga i prima en espiral. La llavor es dispersa pel vent. Una vegada que la llavor toca el terra humit, s'enterra i fa el seu camí cap a terra mitjançant l'ús de la cua com un trepant.

## Usos
Les llavors o esqueixos poden ser utilitzats per a la propagació. Les estaques es poden prendre en qualsevol moment de l'any. Seleccioneu esqueixos de plantes sanes i vigoroses. Una hormona d'arrelament es pot aplicar per millorar el procés d'arrelament. Col·loqui les estaques en un recipient ple de sorra de riu. Mantingui esqueixos humits i col·locar-los ja sigui en un marc fred o un lloc amb llum solar adequada. Els talls prenen aproximadament 3 setmanes per acabar. Un cop arrelada, el tall pot ser trasplantat en un recipient ple d'una barreja de terra amb bon drenatge. Sembrar les llavors a la tardor o finals d'estiu. Separeu les llavors de manera uniforme sobre la superfície de la barreja de terra i cobrir amb una fina capa de sorra de riu. Col·loqui les llavors en la llum o a mitja ombra i aigua com si fos una fina rosada matinal. Les llavors germinen després d'aproximadament 2-3 setmanes.
Aquesta Pelargonium creixerà bé en una rocalla. En un jardí que farà millor si es cultiva en condicions àrides similars al seu hàbitat natural. Ha de ser plantat amb altres plantes que no requereixen molta aigua. És ideal per a un jardí en estalvi d'aigua.